# Jake Daniels
Jake Daniels (født 8. januar 2005) er en professionel engelsk fodboldspiller, som spiller angriber for klubben Blackpool.

## Seksualitet
Daniels sprang ud som homoseksuel i maj 2022 og blev dermed Storbritanniens eneste professionelle fodboldspiller, der er åbent homoseksuel. Han er ligeledes den første aktive fodboldspiller til at springe som homoseksuel ud siden Justin Fashanu, der sprang ud i 1990.
Daniels har udtalt, at fodboldspilleren Josh Cavallo, manageren Matt Morton og dykkeren Tom Daley gav ham modet til at springe ud.
Hans beslutning om at springe ud blev rost af en række briter, herunder den daværende premiereminister Boris Johnson, prins William og landsholdsanføreren Harry Kane.